# Jean-Baptiste Louvet de Couvray
Pour les articles homonymes, voir Louvet.
Jean-Baptiste Louvet, dit Jean-Baptiste Louvet de Couvray, né le 12 juin 1760 à Paris, mort le 8 fructidor an V (25 août 1797) à Paris 10e, est un écrivain, éditeur et homme politique français.
Auteur à succès, avant la Révolution française, il s’engage en politique, dès le début des évènements. Il est passé à la postérité pour son roman Les Amours du chevalier de Faublas qui a connu un immense succès de librairie, suivi de nombreuses rééditions, imitations et adaptations.

## Débuts de romancier à succès
Il est né à Paris le 12 juin 1760 dans la paroisse Saint-Jacques-la-Boucherie. Il est le quatrième enfant de Louis Louvet, marchand mercier papetier, et de Marie-Louise Louvet. La famille Louvet connaît une situation économique difficile : l'année précédant sa naissance, et à la suite du surendettement de son mari, Mme Louvet a obtenu la séparation de biens (et la restitution théorique de sa dot). M. et Mme Louvet continuent cependant leur commerce.
Mis en nourrice à la campagne, Jean-Baptiste Louvet connaît à son retour une enfance malheureuse auprès d'un père décrit comme « dur et brutal », qui préfère son frère aîné, Pierre-Louis, qui lui succédera comme marchand-papetier. Jean-Baptiste suit des études, peut-être au collège, et acquiert une bonne connaissance des auteurs latins, avant de devenir, à 17 ans, secrétaire du minéralogiste Philippe-Frédéric de Dietrich de l’Académie des sciences, puis commis chez le libraire-imprimeur Prault, imprimeur de l'Encyclopédie méthodique, au quai des Grands-Augustins.

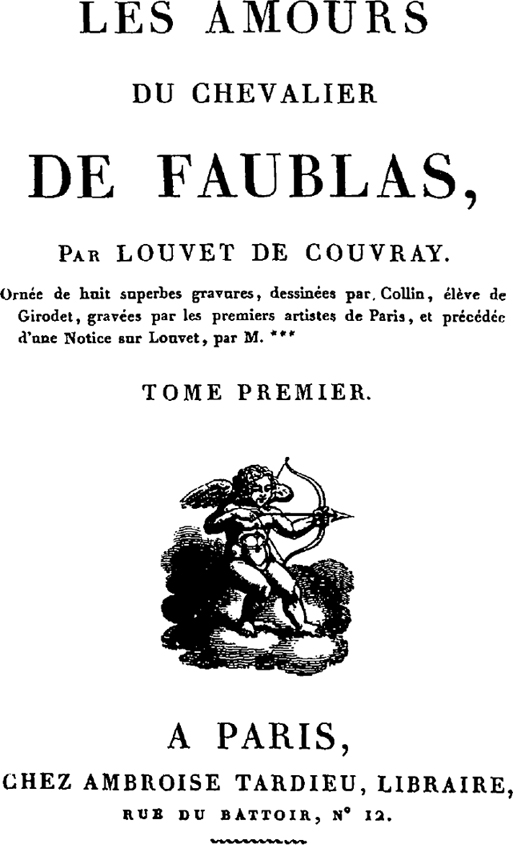
Première page des Amours du chevalier de Faublas.

Durant la traque dont il fait l'objet durant la période de la Convention nationale, Louvet épouse, à Vire, Marguerite Denuelle, qu'il surnomme « Lodoïska » en référence à l'héroïne du Chevalier de Faublas. Née en 1760 à Beaujeu, elle est la fille de Claude Denuelle, marchand de vin, et de Marie Simone Barraud. D'abord mariée à François Théodore Chollet, marchand-joailler quai des Orfèvres, elle obtient une séparation en août 1779.
Louvet publie en 1787 une Année de la vie du chevalier de Faublas, première partie de son grand roman les Amours du chevalier de Faublas, qui connaît un grand succès. Suivent la publication en 1788 de Six semaines de la vie du chevalier de Faublas et en 1790 de la Fin des amours du chevalier de Faublas. Grâce à la petite fortune que lui rapporte les ventes de l’ouvrage, il s’installe en 1789 à Nemours, où Mme Cholet, qu’il nomme Lodoïska, en référence à l’héroïne de la 3e partie des Amours du chevalier de Faublas, le rejoint bientôt.
Malgré son engagement dans la Révolution, il continue à se consacrer à la littérature. En 1791, il publie un second roman, Émilie de Varmont, ou le Divorce nécessaire et les amours du curé Sévin ; et tente une carrière théâtrale avec la Grande Revue des armées blanche et noire, l’Anobli conspirateur, l’Élection et l’audience du grand Lama Sispi (c’est-à-dire le pape Pie VI). Par ailleurs, il participe au Journal des débats et des décrets. La même année, deux œuvres lyriques (Lodoïska de Cherubini, le 18 juillet, au théâtre Feydeau, et Lodoïska, ou les Tartares de Rodolphe Kreutzer, 1er août, salle Favart) sont tirées de son premier roman, les Amours du chevalier de Faublas.

## Le révolutionnaire
Jean-Baptiste Louvet s’engage dans la Révolution française dès le début des évènements.
À l'issue des journées des 5 et 6 octobre 1789, les femmes des faubourgs de Paris obtiennent la livraison de blé à Paris, le retrait des troupes du régiment de Flandre et le départ de Louis XVI et de sa famille du château de Versailles pour le palais des Tuileries. Louvet publie la brochure Paris justifié, contre M. Mounier, une réponse au représentant du tiers-état du Dauphiné Jean-Joseph Mounier, qui s'était opposé au retour du roi à Paris.
Le 25 décembre 1791, il présente à la barre de l'Assemblée nationale législative une pétition au nom de la section des Lombards dans laquelle il réclame le décret d'accusation contre les princes passés à l'émigration, les frères de Louis XVI, Louis Stanislas Xavier de France et Charles-Philippe de France, et Louis V Joseph de Bourbon Condé. Il adhère également au club des Jacobins où il prononce le 9 janvier 1792 un discours en faveur de la guerre contre Léopold II et Frédéric-Guillaume II. En mai, il lance le journal La Sentinelle, soutenu financièrement par le ministre de l'Intérieur girondin, Jean-Marie Roland.
Parallèlement, Louvet poursuit son activité littéraire. Il publie en 1791 le roman Émilie de Varmont ou Le divorce nécessaire et les Amours du Curé Sévin dans lequel il défend le droit au divorce et le mariage des prêtres.
Le 10 août 1792, il prend part à l’insurrection qui conduit à la chute de la royauté et justifie, dans son journal, les massacres de Septembre.

### Mandat à la Convention

#### Un opposant à Robespierre et aux Montagnards
En septembre 1792, Jean-Baptiste Louvet est élu député du département du Loiret, le huitième sur neuf, à la Convention nationale. Il ne saurait être confondu avec son homonyme Pierre-Florent Louvet, député de la Somme.
Louvet siège sur les bancs de la Gironde. Dès le 29 octobre 1792, il prononce un long discours dans lequel il attaque Maximilien de Robespierre, qu'il accuse « d'avoir depuis longtemps calomnié les plus purs, les meilleurs patriotes » et de s'être « continuellement produit comme un objet d'idolâtrie », et dans lequel il demande également que Jean-Paul Marat soit décrété d'accusation. Robespierre répond à l'accusation le 5 novembre en prononçant l'interpellation célèbre « Citoyens, vouliez-vous une Révolution sans révolution ? » aux députés qui ne cautionnent pas les insurrections conduites par la Commune insurrectionnelle de Paris. Louvet répond à Robespierre par une brochure intitulée À Maximilien Robespierre, et à ses royalistes.
Lors du procès de Louis XVI, il vote « la mort, sous condition expresse de surseoir jusqu'après l'établissement de la Constitution », et se prononce en faveur de l'appel au peuple et le sursis à l'exécution de la peine. En avril 1793, il se récuse lors du scrutin sur la mise en accusation de Jean-Paul Marat, alors qu'il avait précédemment appelé à une telle mesure. En mai, il vote en faveur du rétablissement de la Commission des Douze.
En avril 1793, Louvet fait partie des vingt-deux députés girondins dénoncés par la pétition des sections de Paris, qui les accuse d'avoir « ouvertement violé la foi de leurs commettants ». En mai, il est dénoncé dans le journal de Marat comme « membre de la faction des hommes d’État ». À l'issue des journées du 31 mai et du 2 juin, il fait partie des vingt-deux députés girondins décrétés d'arrestation.

#### La clandestinité sous la Convention montagnarde
Jean-Baptiste Louvet se soustrait à la garde des gendarmes qui l'assignent à son domicile parisien et se réfugie dans le Calvados et tente de soulever le département contre la Convention. Il fait partie des neuf députés déclarés traitres à la patrie,. Son suppléant Cosme-François Gaillard est appelé en juillet 1793.
Entre frimaire et pluviôse an II (entre décembre 1794 et février 1795), il se cache à Paris. Il passe ensuite en Suisse via le Jura. Il s'installe avec son épouse à Saint-Barthélémy près d'Échallens dans le canton de Vaud. Son fils Félix Louvet y naît le 22 septembre 1794 et meurt en 1845 à Presnoy.

#### Sous la Convention thermidorienne
À l'issue de la journée du 9 thermidor, Robespierre et ses alliés Georges Couthon et Louis-Antoine de Saint-Just sont mis en minorité à la Convention puis guillotinés.
Jean-Baptiste Louvet rentre à Paris et ouvre, aux côtés de Marie-Madeleleine Roudier, la veuve du député girondin Antoine-Joseph Gorsas, une librairie-imprimerie au Palais-Royal. Elle lui permet de publier une adresse, l'Appel des victimes du 31 mai, aux Parisiens du 9 Thermidor, dans lequel il dénonce notamment Élie Lacoste, ancien membre du Comité de Sûreté générale, et Robert Lindet, ancien membre du Comité de Salut public. En frimaire an III (décembre 1794), les députés girondins qui avaient signé une protestation contre les journées du 31 mai et du 2 juin sont libérés de prison et réintégrés à leur poste. Les députés déclarés hors-la-loi dont fait partie Louvet sont, quant à eux, réintégrés à leur poste en ventôse an III (mars 1795).
Jean-Baptiste Louvet, une fois réintégré à son poste de député, adhère à la politique réactionnaire de la Convention thermidorienne. En floréal an III (avril 1795), est élu membre de la Commission des Onze chargée de rédiger la constitution de l'an III. Le 12 prairial an III (2 juin 1795), deux ans après la journée du 2 juin et deux semaines après l'insurrection du 1er prairial (20 mai), il prononce l'éloge funèbre de Jean-Bertrand Féraud, assassiné par les émeutiers. En messidor (mi-juin), il est élu président de la Convention nationale, ses secrétaires étant Jean-Baptiste Delecloy, Jacques Mariette et Julien Mazade-Percin. Durant le même mois de messidor (en juillet), enfin, il est élu membre du Comité de Salut public, en même temps que François-Antoine Boissy d'Anglas, Jean Debry et Denis-Toussaint Lesage.
Louvet combat cependant le royalisme, ravivé par la politique réactionnaire de la Convention. Il est favorable au décret des deux-tiers, qui garantit que cinq cents des sept cent cinquante députés du Conseil des Cinq-Cents et du Conseil des Anciens soient d'anciens conventionnels. Après l'insurrection royaliste du 13 vendémiaire, il demande que les députés Jean-Baptiste Saladin et Stanislas Rovère, en raison de leur soutien au mouvement, soient décrétés d'arrestation. Ces positions lui valent des attaques de la presse royaliste et de la jeunesse dorée.
D'après l'historien Marcel Dorigny, en s'en prenant à la fois aux jacobins et aux royalistes, Louvet entend incarner un « juste milieu ». D'après l'historienne Christine Le Bozec, Louvet incarne le courant républicain au sein de la Commission des Onze aux côtés de Théophile Berlier et de Louis-Marie de La Révellière-Lépeaux.

### Mandat aux Cinq-Cents
Après son adoption par la Convention et sa ratification par référendum, la constitution est proclamée le 23 septembre. Le 23 vendémiaire an IV (15 octobre 1795), Louvet se fait élire au Conseil des Cinq-Cents par 19 départements — il opte pour la Haute-Vienne. Au même moment, il est nommé à l’Institut national des sciences et des arts, nouvellement créé, dans la classe de grammaire. Malade, Louvet fait partie du tiers du Conseil des Cinq-Cents exclu par tirage au sort la 1re prairial an V (20 mai 1797). Pris à partie par la jeunesse royaliste dans sa librairie, il déménage dans le faubourg Saint-Germain et installe sa librairie au 136-140 rue de Grenelle (ancien siège de l'Institut national de l'information géographique et forestière).
Nommé consul à Palerme par le Directoire, il meurt de tuberculose et d’épuisement, à seulement 37 ans, à son domicile de la rue de Grenelle, le 25 août 1797, à une heure du matin, avant d’avoir pu rejoindre son poste. Son épouse tente de se suicider à l’opium. Le lendemain, Benjamin Constant publie un éloge dans la Sentinelle. Le 26 octobre, son ami Honoré Riouffe prononce un éloge funèbre au Cercle constitutionnel.
Lodoïska conserve le cercueil de plomb de son époux dans leur appartement. Le 29 germinal an VI (18 avril 1798), elle le fait inhumer dans le jardin du château de Chancy, dans la commune de Presnoy, près de Montargis, où elle va s’installer. Elle meurt le 9 février 1827 dans l’incendie de sa chambre et est enterrée aux côtés de son époux. En 1845, à la mort de Félix Louvet, le château est vendu, et les corps de Louvet et de sa femme sont transférés au cimetière de Montargis.

## Mémoires
En 1795, Louvet publie, sous le titre de Quelques notices pour l’histoire et le récit de mes périls depuis le 31 mai 1793, une partie de ses Mémoires. Rédigés dans la clandestinité, dans ses diverses cachettes, ces Mémoires donnent une image vive des périls des Girondins en fuite. Ils constituent un document important pour l’étude de la psychologie sous la Révolution, Louvet décrivant dans un style enlevé son état d’esprit et ses choix politiques. La première édition complète des Mémoires de Louvet de Couvrai, préfacée et annotée par Alphonse Aulard, a été publiée à Paris en 1889.

## Postérité
Aujourd’hui, Louvet de Couvray est surtout connu pour son roman Les Amours du chevalier de Faublas qui a connu de nombreuses rééditions, imitations et adaptations. Il a inspiré plusieurs livrets d'opéra, notamment Lodoïska de Luigi Cherubini (livret de Claude-François Fillette-Loraux) et Lodoïska ou les Tartares de Rodolphe Kreutzer (livret de Jean-Élie Bédéno Dejaure), tous deux créés en 1791, ou encore Der Rosenkavalier (Le Chevalier à la rose en français) de Richard Strauss, sur un livret de Hugo von Hofmannsthal.

## Œuvres

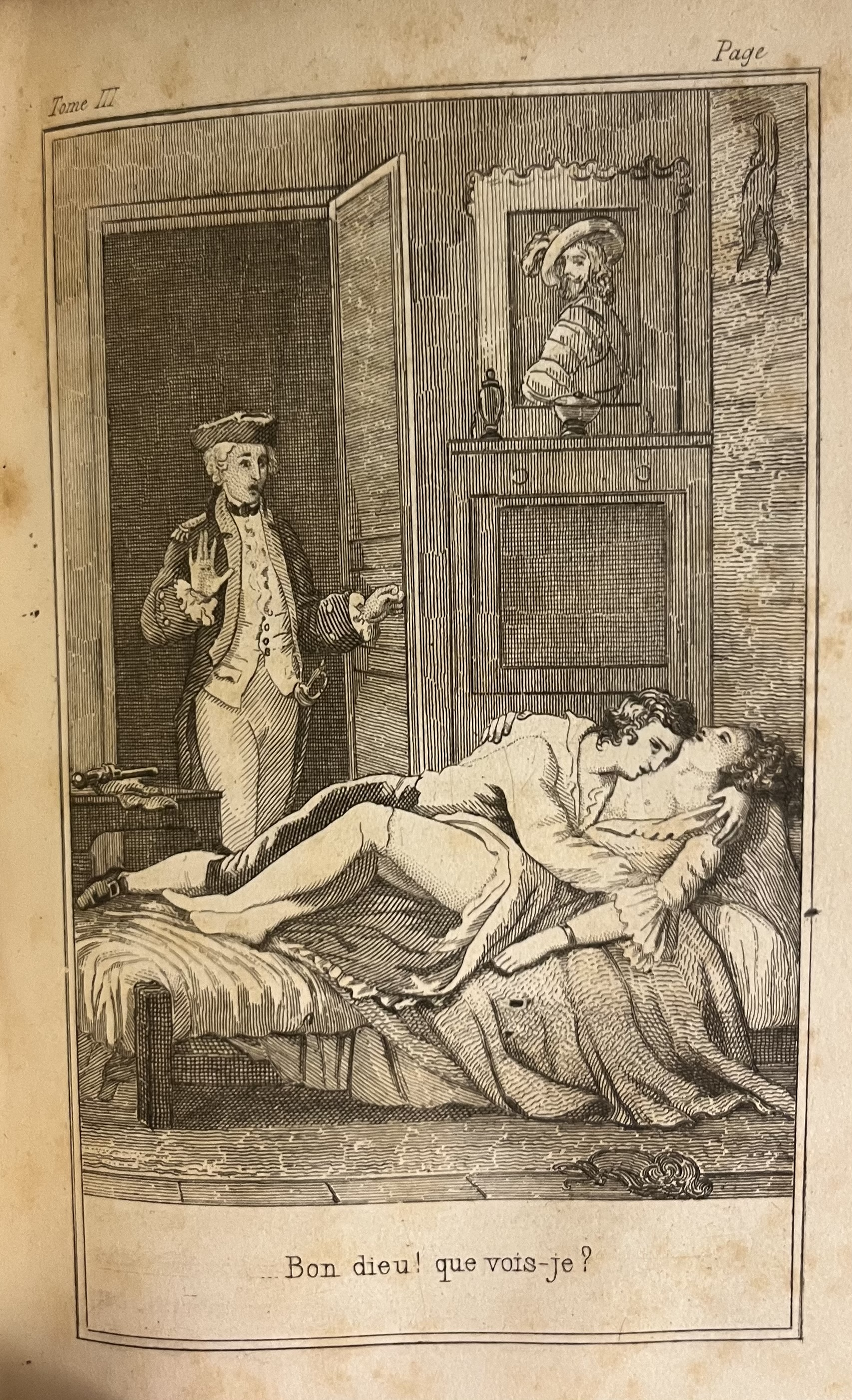
Gravure extraite des Amours du chevalier de Faublas.

- Une année de la vie du Chevalier de Faublas, Londres et Paris, 1786, 4 vol. in-16.
- Une année de la vie du chevalier de Faublas. Précédé d'une épître dédicatoire, Londres, et Paris, l'auteur, 1787, 5 tomes en 2 vol. in-12 (2e édition, Tome premier; Tome deuxieme; Tome troisieme;  Tome quatrieme; Tome cinquieme, Londres et Paris, Bailly ;  l'auteur, 1790, 5 vol. in-12)
- Six semaines de la vie du chevalier de Faublas, pour servir de suite à sa première année. Premiere partie; Seconde partie, Londres et Paris, Bailly, 1788, 2 vol. in-12 (2e édition, 1791, 2 vol. in-12)
- Paris justifié contre M. Mounier, Paris, Bailly, , 1789, 54 p., in-8º (lire en ligne).
- La Fin des amours du chevalier de Faublas. Tome premier; Seconde partie; Troisième partie; Quatrième partie; [ Tome cinquième]; Sixieme partie, Londres et Paris, Bailly, 1790, 6 vol. in-12
- Vie et amours du chevalier de Faublas, seconde édition, revue, corrigée et augmentée, Londres et Paris, chez Bailly, 1790, 13 vol. in-18
- Pétition individuelle des citoyens de la section des Lombards, prononcée à la barre de l'Assemblée nationale, le 25 décembre 1791, par M. Jean-Baptiste Louvet ; suivie de la réponse de M. le Président : imprimé par ordre de l'Assemblée nationale, Paris, Imprimerie nationale, 1791, in-8º, 8 pages
- Les Amours et les galanteries du chevalier de Faublas. Par M. Louvet de Couvray, Paris, chez l'auteur, 1791, 5 vol. in-18.
- Vie et fin des amours du chevalier de Faublas. Tome premier; Deuxième partie; Quatrième partie; Cinquième partie, par M. Louvet de Couvray. Nouvelle édition corrigée et augmentée. 6e partie, Paris, 1793, in-12
- Émilie de Varmont ou Le divorce nécessaire et les amours du curé Sevin. Tome premier; Tome second; Tome troisieme, Paris, Bailly, 1791, 3 vol. in-12 (rééd. Londres, 1794, 3 vol. in-12) ; rééd., Geneviève Goubier et Pierre Hartmann éd., Presses universitaires de Provence, 2001, 196 p.  (ISBN 978-2853994774)
- La Vérité sur la faction d'Orléans et la conspiration du 10 mars 1793, Paris, Veuve A.-J. Gorsas, an III, in-8 °, 55 pages
- Appel des victimes du 31 mai, aux Parisiens du 9 thermidor, Paris, Louvet, an III, in-8º, 16 pages
- Quelques notices pour l'histoire et le récit de mes périls depuis le 31 mai 1793. Jean-Baptiste Louvet, l'un des Représentans proscrits en 1793, Paris, Louvet, an III, in-8º, 190 pages (3e édition, an III, 3 vol. in-16)
- Les Amours du chevalier de Faublas, 3e édition revue par l'auteur, Paris, l'auteur, an VI, 4 vol. in-8º
- J.-B. Louvet, à ses collègues, Paris, Imprimerie de Marchant, 1796, in-8º, 8 pages
- Mémoires de J. B. Louvet. Tome premier; Tome second, Paris, a la Libraire Historique 1821

Presse
- La Sentinelle, journal-affiche, Paris, Imprimerie du Cercle social, 16 mai-21 novembre 1792, in-8º, 8 pages, 73 placards, in-plano[b]
- La Sentinelle quotidien, 24 juin 1795-30 janvier 1798, 1038 numéros in-4[c]